# Honavar
Honavar, Honawar o Honnavar (ಹೊನ್ನಾವರ en kannada) és una ciutat portuària al districte d'Uttara Kannada a Karnataka, Índia. Antiga capital de subdivisió és actualment capçalera de la taluka d'Honavar. El seu nom alternatiu fou Honore o Onore derivat del portuguès. A menys de 30 km al sud-est hi ha la vila de Gersoppa (Karnataka) i a uns 25 km més avall les famoses cascades Gersoppa al riu Gersoppa. A uns 18-20 km i ha un temple important anomenat Maruti o Mukhyaprana Lakxmi Venkatesh del segle xii. Al cens del 2001 figura amb una població de 17.833 habitants (el 1881 eren 6.658 habitants).

## Història
Al Periplus, datat a mitjan segle iii, és esmentada com a Naour. Un text indi del segle x esmenta l'illa d'Hanuruha. Amb el nom d'Honnupura" (ಹೊನ್ನುಪುರ en kannada) apareix a l'edat mitjana com a centre relacionat amb l'or. El geògraf àrab Abu al-Fida o Abulfeda (1273-1331), i el viatger Ibn Batuta (1342) també l'esmenten.
A l'inici del segle xvi exportava arròs i el port era freqüentat per naus portugueses que el 1505 hi van construir un fort però el 1507 a causa d'un enfrontament amb el raja de Viziapur, els lusitans van atacar i destruir la ciutat. Frederic (1563-1581) anomena el fort portuguès amb el nom d'Onor. De la Valle hi va estar el 1623 i diu que era una petita vila governada pels portuguesos.
El 1670 un gos de la factoria britànica oberta poc abans va matar a una vaca sagrada i la multitud va matar 18 persones en revenja. Uns anys després Honavar va passar al raja de Bednur; al seu torn l'estat de Bednur fou conquerit per Haidar Ali de Mysore a la meitat del segle xviii. El 1783 una força britànica dirigida pel general Matthews, va conquerir la ciutat; el capità Torriano la va defensar amb èxit contra Tipu Sultan durant tres mesos el 1784, però finalment li fou cedida aquell mateix any pel tractat de Bangalore o Mangalore. Derrotat i mort Tipu Sultan (1799) va retornar a possessió britànica